# Макаров, Александр Иванович (партийный деятель)
Александр Иванович Макаров — советский хозяйственный, государственный и политический деятель.

## Биография
Родился в 1913 году. Член КПСС.
В 1929—1975 гг. — на хозяйственной и советской работе в Москве:
- рабочий
- заместитель председателя, председатель Первомайского райисполкома города Москвы,
- заведующий организационно-инструкторским отделом Московского горисполкома,
- председатель Фрунзенского райисполкома города Москвы,
- заместитель председателя Московского горисполкома,
- первый секретарь Куйбышевского райкома КПСС города Москвы,
- заместитель министра жилищно-коммунального хозяйства РСФСР.

Делегат XXI и XXII съезда КПСС.
Умер в 1975 году в Москве. Похоронен на Новодевичьем кладбище.